# OK
OK, ok, okay ili O.K. (iz engleskog [ˌəʊˈkeɪ]) je u kolokvijalnom jeziku korištena riječ, koja vjerojatno potječe iz angloameričkog engleskog jezika, i znači otprilike (sve je) u redu.
Izraz se smatra jednim od najpopularnijih riječi na svijetu te se koristi u raznim jezicima, pa tako i hrvatskom. Porijeklo ove riječi nije sasvim razjašnjeno. Postoji veliki broj manje ili više uvjerljivih teorija. 
Znak za OK s prstima je kad palac i kažiprst formiraju krug. Međutim to se u raznim svjetskim regijama različito tumači. U Južnoj Americi primjerice ta gesta ima uvrijedljiv ili vulgaran značaj.

## Povijest termina  "OK"
Prvo poznato pismeno korištenje OK-a se dokazano dogodilo u Boston Morning Postu 23. ožujka 1839. u rečenici: "He...would have the 'contribution box', et ceteras, o.k. – all correct – and cause the corks to fly, like sparks, upward."
Razlog, da se “all correct ne piše kraticom "AC" nego sa OK potječe iz mode tih godina.  Namjerno pravopisno netočno napisane skraćenice ("oll korekt") korišteno, kao i KY for know yuse "(use no" nema svrhe"), KG za "know go" (no go je ne ide ") ili NSi za "nuff said". 

### Teorije o podrijetlu
Nastanak kratice još uvijek nije konačno riješen. Sve interpretacije prvo moraju uzeti u obzir dokaze iz 1839.  
Postoje idmedu ostalog sljedeće interpretacije:
- vezano za sjeveronameričku vojsku dolazi teorija za „o. K“ stoji kao skraćenica za Known order“, rutinsku potvrdu za određenu naredbu.
- Nedostatak pravopisnih vještina objašnjava nastanjenje OK-a pričom iz vremena stizanja useljenika. Pri upitu na carini je li prtljaga u redu, radnici su kao skraćenicu za all clear (oll klear), napisali na kartice „ok“.
- Old Kinderhook je bio nadimak američkog predsjednika Martin Van Burena (1837. – 1841.), za čije je ime korištena skraćenica OK.
- Još jedan odgovor na pitanje o porijeklu dolazi iz zapadne Afrike. Prema time su robovi donijeli u Ameriku taj izraz. Ova pretpostavka se temelji na rezultatu istraživanja jezičnog istraživača David Dalbyja. On je otkrio da u zapadnoafričkim jeziku Wolof postoji riječ „woukay“  što znači "dobar".
- Mogućnost postoji i da OK stoji za skraćenicu "by Order of the King" (hr. „po naređenju kralja“).